# Иноземцев, Алексей Александрович
Алексей Александрович Иноземцев (1930—1988) — педагог, Заслуженный учитель школы РСФСР, Почётный гражданин Братска (1985).

## Биография
Иноземцев Алексей Александрович родился 29 марта 1930 года в селе Новая жизнь Канского района совр. Красноярского края. После окончания Иркутского педагогического института в 1952 году был сначала учителем русского языка и литературы, затем директором средней школы п. Заярск.
После объединения Братского и Заярского районов работал с 1955 по 1958 год заведующим Братским районо, затем с 1958 по 1985 год работал заведующим городским отделом народного образования. Под его руководством просвещенцы Братска дважды были победителями Всесоюзного соцсоревнования (1978, 1981) и 12 раз победителем и призёром областных соревнований. С 1977 по 1982 год избирался членом Центрального комитета работников просвещения высшей школы и научных учреждений.
На своем посту прославился как инициатор внедрения нетрадиционных методик преподавания и новых технологий, значительно расширил сеть всех видов детских учреждений города. Работы проходили в условиях работы пяти ударных Всесоюзных строек страны с постоянным притоком новых жителей в быстроразвивающийся город.
После выхода на пенсию занимался работами по созданию истории[неизвестный термин] города Братска.

### Награды и заслуги
Иноземцев Алексей Александрович вел активную общественную работу: с 1954 года был членом райкома и горкома КПСС, депутатом районного и городского Советов народных депутатов, с 1977 по 1982 гг. — членом ЦК профсоюза работников просвещения, высшей школы и научных учреждений, более 20 лет возглавлял городское общество «Знание».
Являлся Почетным гражданином г. Братска, награждён званием «Заслуженный учитель РСФСР», орденом Трудового Красного Знамени, орденом «Знак Почета», медалями и почетными грамотами. Скончался 25 сентября 1988 года на 59-м году жизни.

## Память
В 1990 году была открыта мемориальная доска на доме, где жил Почетный гражданин города Братска Алексей Александрович Иноземцев. В 2005 году была открыта ещё одна мемориальная доска, только уже на здании гимназии № 1, носящей имя Алексея Александровича Иноземцева.